# Rue du Château-des-Rentiers
La rue du Château-des-Rentiers est une voie située dans le quartier de la Gare du 13e arrondissement de Paris.

## Origine du nom
Elle tient son nom d'un lieu-dit de la commune d'Ivry-sur-Seine, situé autrefois au confluent des actuelles rue de la Porte-d'Ivry et avenue Maurice-Thorez, à Ivry.

## Historique

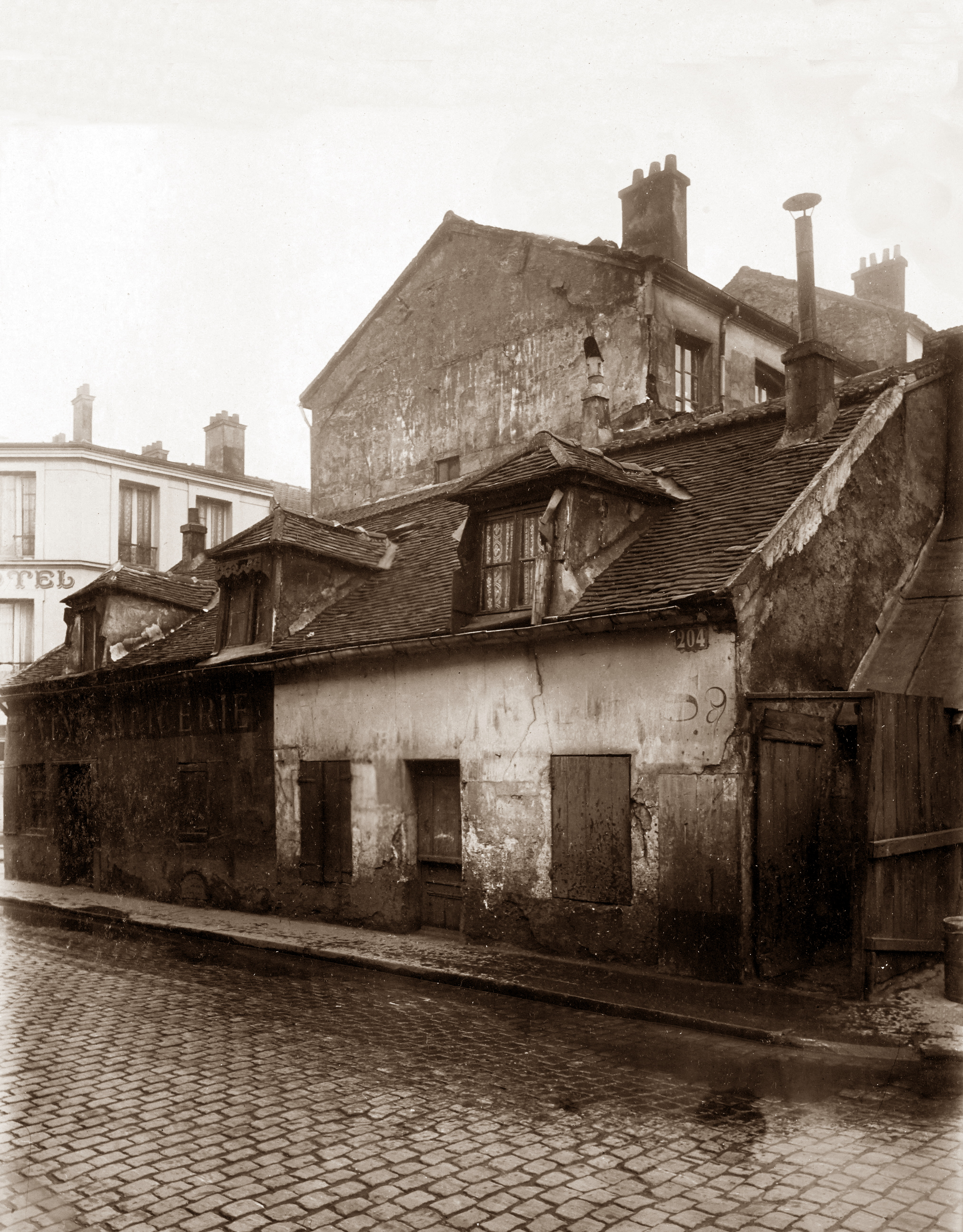
Le numéro 204 de la rue en 1925 (photo Eugène Atget).

Cette voie est une ancienne rue de la commune d'Ivry-sur-Seine, présente à l'état de chemin sur les plans d'Albert Jouvin de Rochefort (1672) et de Roussel (1730). Elle sera rattachée au territoire de la ville de Paris le 1er janvier 1860, par la loi de juin 1859.
À partir d'août 1827, l'état civil d'Ivry mentionne des naissances « au Château des rentiers de cette commune », parfois précisé « route d'Ivry » ou « vieux chemin de Paris ». Ce lieu-dit avait probablement pour origine le sobriquet donné aux deux grandes maisons de rapport de François Aublé dont chacune donnait sur une des deux voies en question tracées au milieu des champs.
Le 29 juin 1836, la municipalité d'Ivry reçoit un « Devis estimatif des travaux de Terrasse et de Pavage, à exécuter dans la rue du Château des Rentiers, ou dit du Vieux Chemin de Paris, pour l'assainissement et la viabilité de ladite rue, depuis le pavé actuel de la route départementale d'Ivry à Paris jusqu'aux dernières maisons près le vieux chemin de Paris » (Arch. Ivry, cote 10 5-8). D'autres actes suivront. Entre 1841 et 1844, l'enceinte fortifiée de Thiers tranche en deux le Vieux chemin (la route militaire deviendra plus tard le boulevard Masséna).
Le maire d'Ivry aura à se plaindre de la coupure du « chemin vicinal Vieux d'Ivry » et de la suppression de « cette partie de la commune, connue sous le nom de Petit Ivry ou rue du Château des Rentiers » (Arch. Ivry, 2 H2). Lors de l'annexion de 1860, le nom de « rue du Château-des-Rentiers » sera alors attribué officiellement à la partie nord du « vieux chemin ».
On évoque souvent comme origine du nom une « luxueuse propriété de Mme Vieillard » (veuve d'Olivier Vieillard, qui l'avait acquise en 1779 du duc de Grammont de Caderousse). Mais cette propriété (le château) se trouvait dans le centre d'Ivry, et les héritiers Vieillard la revendirent en 1800. Cette origine n'est donc pas à retenir.
Une proposition d'explication de l'origine du nom figure dans un article du Journal des débats politiques et littéraires du 26 août 1823 qui relate une audience à la cour d'assises de Paris. C'est le propriétaire du château (au moment des faits, M. Mezeaux, entrepreneur de bâtiments) qui lui aurait attribué son nom en raison de sa destination : un lieu d'habitation au calme pour des personnes à revenu modeste.
Ce lieu-dit disparut en grande partie dans le creusement du périphérique. La place du Docteur-Yersin en est le vestige actuel.
À l'angle avec le boulevard Vincent-Auriol, le square de la Raffinerie-Say est proche de l'emplacement de l'ancienne usine Say qui était vers 1900 la plus importante raffinerie de sucre de canne du monde. Cette usine qui fonctionna de 1832 à 1968 était également avant 1914 la plus importante entreprise de l'arrondissement.

## Bâtiments remarquables et lieux de mémoire
- Au no 25 s'ouvre le passage National, ruelle pavée aux maisons basses et verdoyantes.
- Aux nos 31-37 se trouvent les écoles maternelles et primaires. Fresques murales réalisées par Jacques Vimard.
- Au no 41 s'ouvre le passage Bourgoin, étroit et bordé de pavillons, témoignage du quartier populaire d'autrefois.
- Au no 77 se trouvait un asile pour hommes, l'Asile Nicolas Flamel, qui comptait 212 pensionnaires en 1904[4].
- Au no 106, immeuble d’habitation construit par Architecture Studio. Les architectes ont incorporé la grue de construction dans la conception même du bâtiment[5].
- Au no 120 se trouvait en 1937 l'imprimerie SAPHO, qui imprima les tickets de rationnement, pendant et après le Seconde Guerre mondiale[6], puis la revue libertine Paris Hollywood.
- Au no 122 se trouvait, jusqu'en 2017, le siège de la brigade financière de la police judiciaire parisienne.
- Au no 173, école de filles réalisée en 1924 par l'architecte Louis-Hippolyte Boileau. Encadrement du portail réalisé par Auguste Labouret[7]. En 2012, le street artiste Vhils réalise un portrait sur le mur de l’école[8].
- Aux nos 185-187, l'église Saint-Jean-des-Deux-Moulins.
- La piscine du Château-des-Rentiers au no 184.

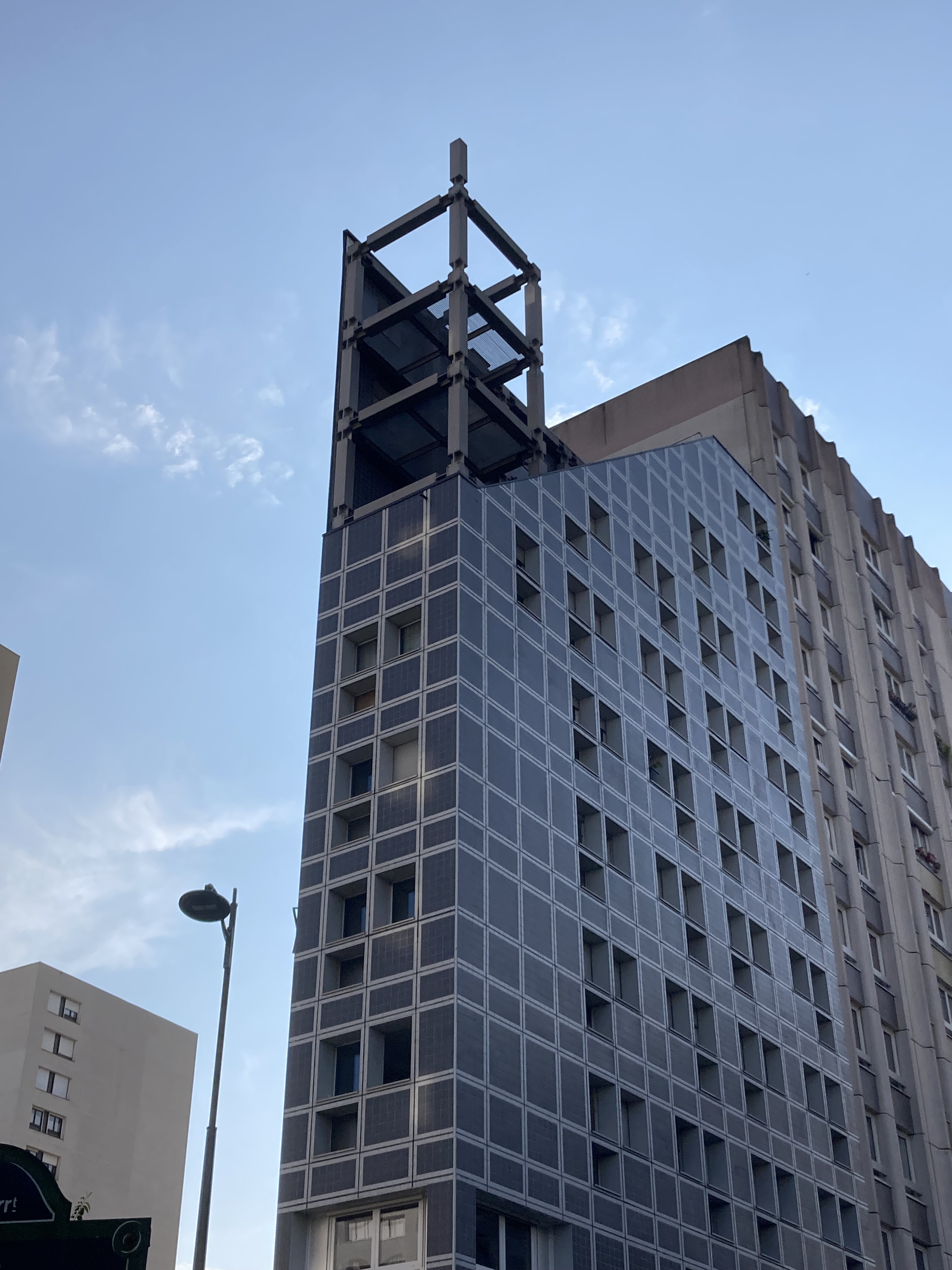
Grue incorporée à l'immeuble du no 106.
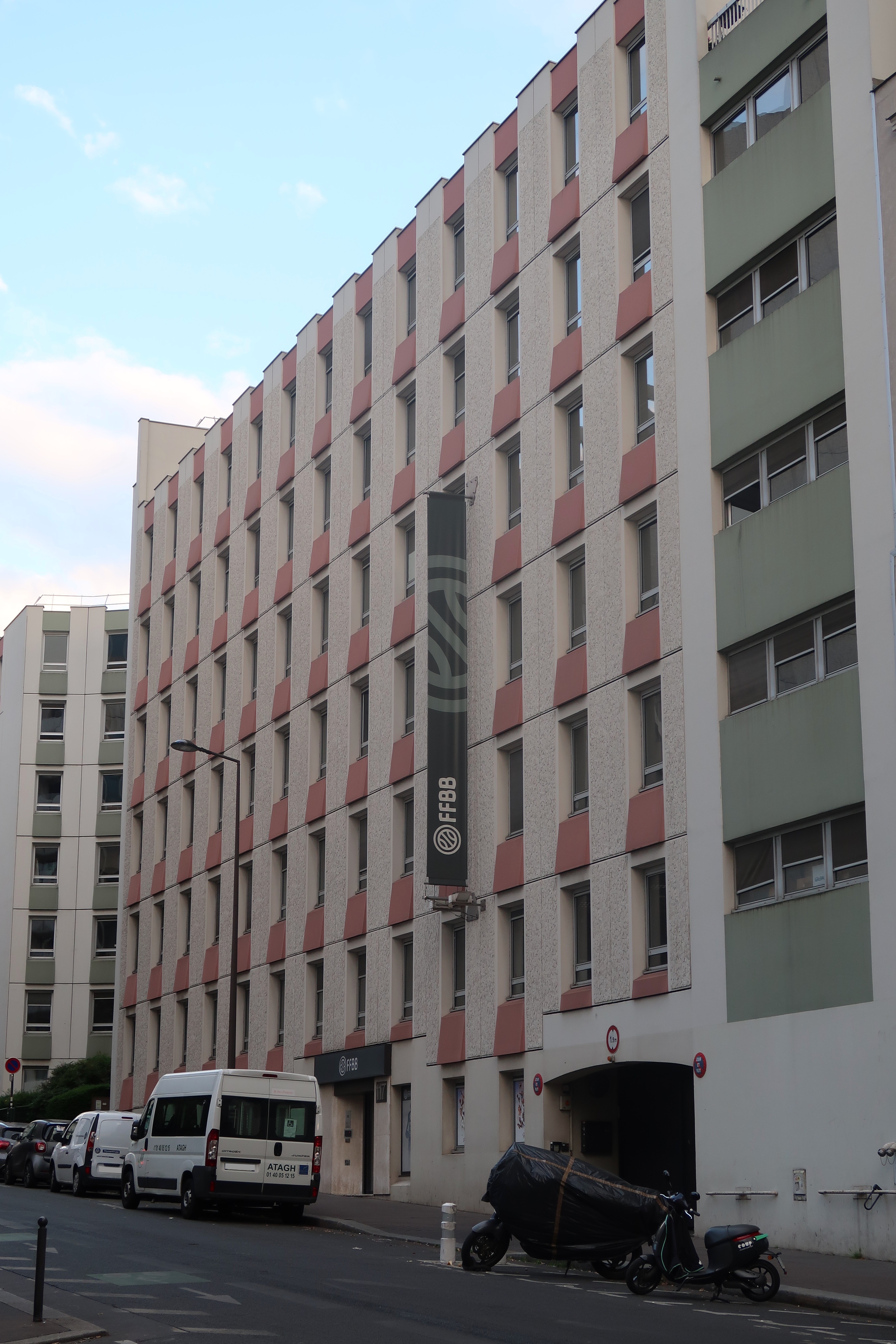
Siège de la Fédération française de basket-ball au no 117.
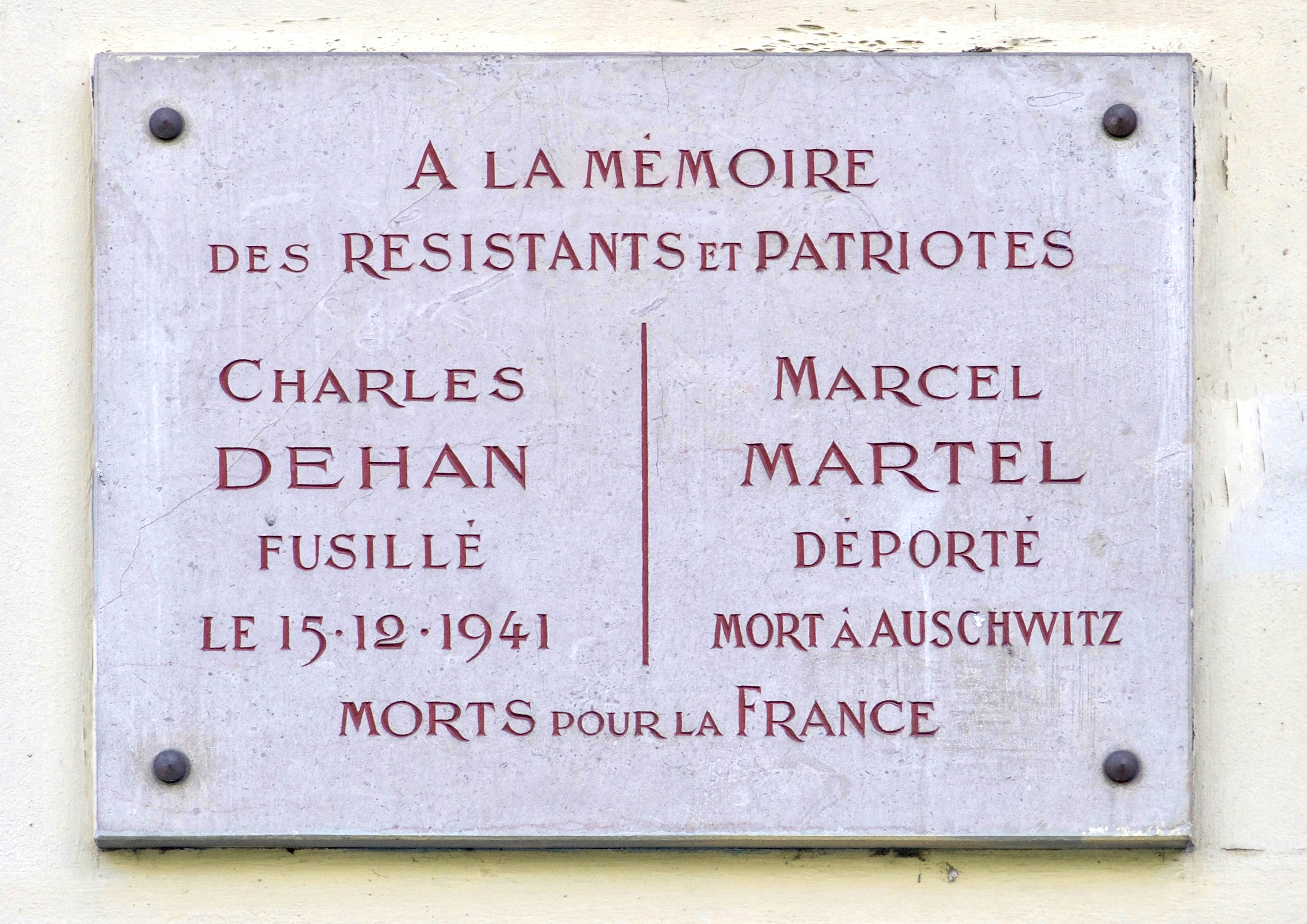
Plaque en hommage aux résistants Charles Dehant et Marcel Martel au no 159[9].
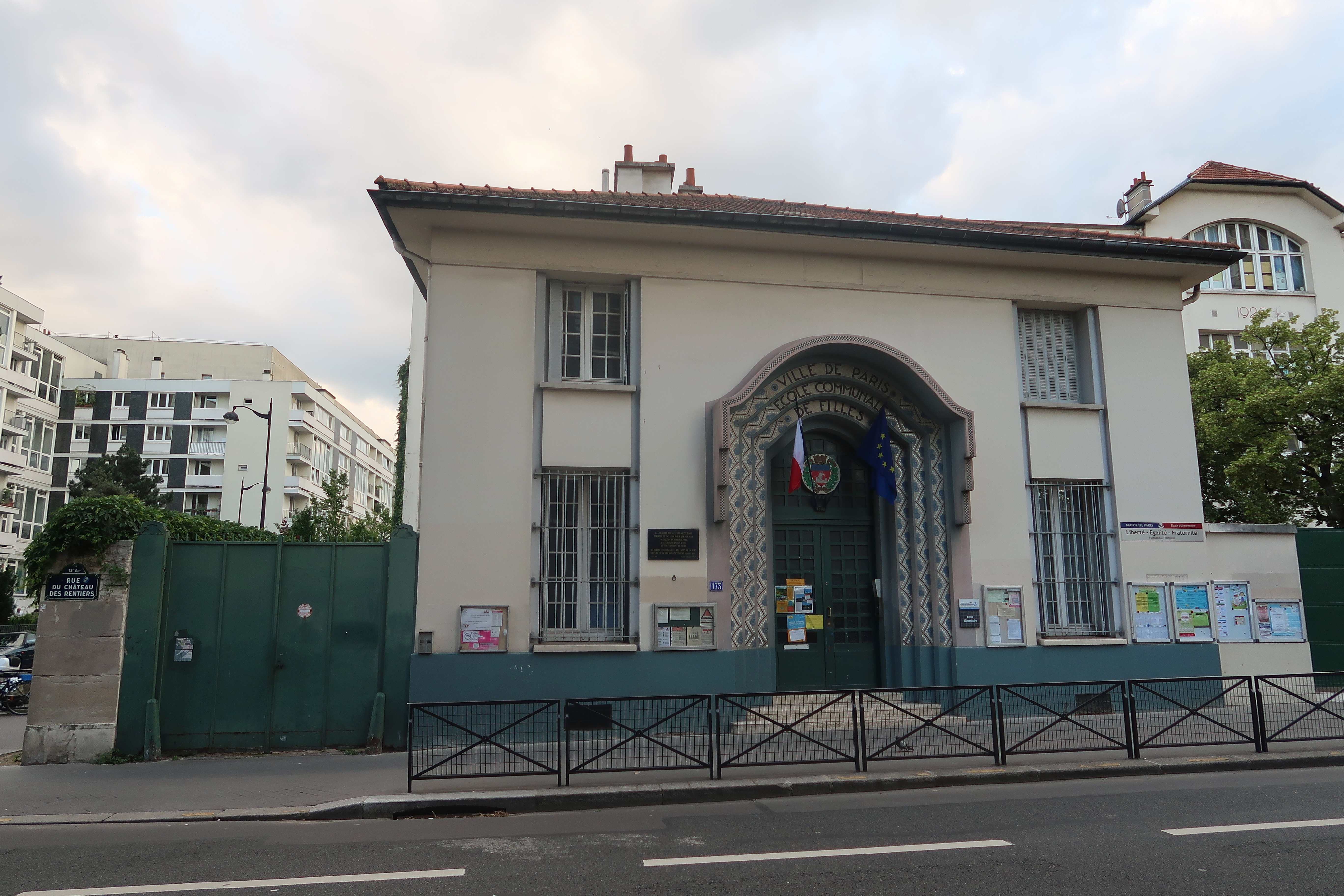
École élémentaire au no 173.
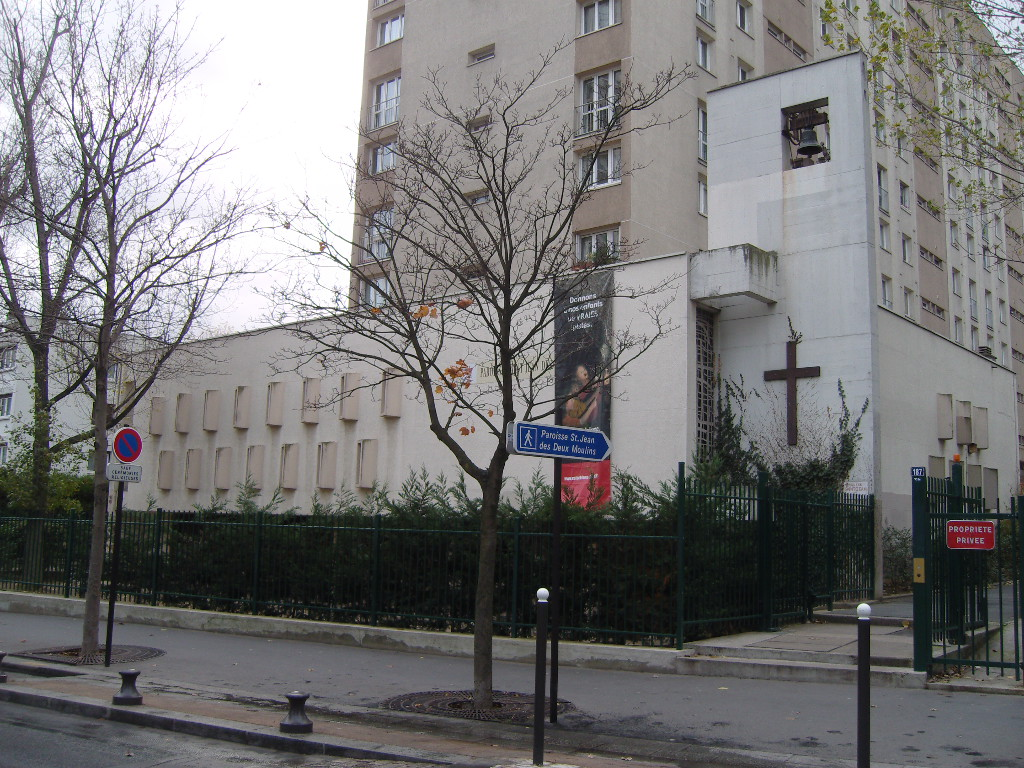
L'église.
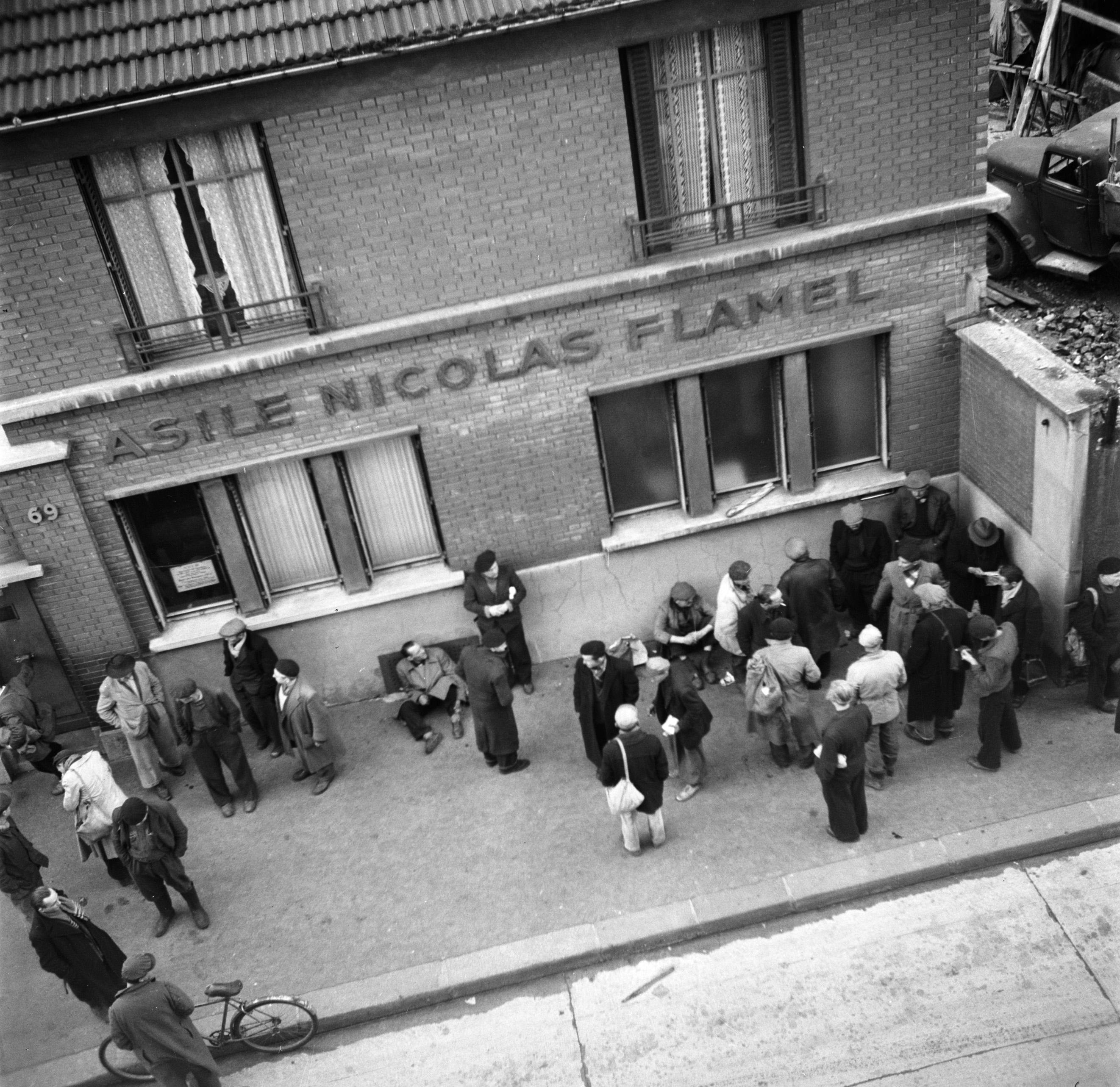
Vue de l'asile pour hommes Nicolas Flamel au no 77.

## Littérature
- Château-des-Rentiers, roman policier d'Alain Demouzon, Flammarion, 1987.
- Le Château des Rentiers, roman d’Agnès Desarthe (2023).